# Simone Bruson
Simone Bruson (Biella, 15 april 1983) is een Italiaans voormalig professioneel wielrenner.

## Belangrijkste overwinningen
2005
- Giro della Valsesia 1

Boesjko (stagiair) · Bruson · Camussa · Cannone · Colo (stagiair) · D'Amore · Di Lorenzo · Di Silvestro · Genovesi · Lanzoni (stagiair) · Maisto · Reda · Ricciardi · Rossi · Signego · Tizza · Zagorodni
Adamou · Athanasiades · Aulas · Brousse · Bruson · Di Lorenzo · Eleftheriades · Fattas · Fournet-Fayard · Genovesi · Georges · Goerov · Ratti · Skettos · Stavrou · Terrenzio · van der Velde · Chaudoy (stagiair) · Di Serafino (stagiair)